# Групно силовање у Мирјангу
Групно силовање у Мирјангу, познат је као инцидент силовања девојчица у средњим школама у Мирјангу, Јужној Кореји, који се догодио 2004. године. Најмање 41 средњошколац силовао је више средњошколки у току од 11 месеци. Случај је изазвао контроверзу због полицијског малтретирања жртава и благог поступања према преступницима.

## Напади
Жртве су живеле у Улсану и Чангвону, док су починиоци били из Мирјанга и Чангвона. У почетку се веровало да су починиоци чланови средњошколске банде, али је пронађено мало доказа за то. Преко телефона су упознали прву 14-годишњу жртву. Када их је посетила, сексуално је нападнута, а сцена је снимљена ради уцене. Према полицији, силовали су је око десет пута од 3 до 24 средњошколца, раду уживања и/или освете због раскида. Девојци је наређено да доведе своју 13-годишњу сестру и 16-годишњу рођаку у Мирјанг, где је рођака силована. У оригиналном полицијском извештају је наведено да је и млађа сестра била сексуално злостављана, али да је можда у питању био само физички напад. Дечаци су такође оптужени да су силовали још две девојчице. Они су наводно изнуђивали новац од својих жртава.

## Последице
Након што је тетка сестара пријавила силовања полицији, тројица дечака су ухапшена. Након протеста жртава и јавности, ухапшено је још девет студената, а 29 је задржано без притвора. Чланови породица починилаца претили су жртвама, упозоравајући их да „би требало да пазе, јер су пријавили наше синове полицији“. У телевизијском интервјуу, родитељ једног од починилаца је изјавио: „Зашто зашто? да ли треба да сажалимо породицу жртве? Зашто не узмете у обзир нашу патњу? Ко може да одоли искушењу када девојке покушавају да заведу дечаке? Требало је да науче своје ћерке како да се понашају да би избегле овакву несрећу." Једна девојчица је наводно напустила школу након поновљених посета и вербалних напада родитеља преступника.
Избила је контроверза око навода да је полиција малтретирала жртве, што је кулминирало бдењем уз свеће 150 демонстраната. Жртве су тражиле да их испита полицајка, али је њихов захтев игнорисан. Један полицајац је наводно рекао жртвама: „Јесте ли покушале да намамите момке? Уништиле сте репутацију Мирјанга. Момци који ће у будућности водити град сада су сви ухапшени захваљујући вама. Шта ћете да радите? ? [...] Бојим се да ће моја ћерка испасти као ти.“ Полиција је такође процурила довољно информација у медије да би се жртве идентификовале. Штавише, приморали су жртве да идентификују осумњичене лицем у лице, а не кроз једносмерно огледало, при чему је полицајац питао жртву: „Да ли је ти убацио [то] или није?“ Једна од жртви је морала бити хоспитализована на психијатријском лечењу након ових искустава. У августу 2007. Високи суд у Сеулу прогласио је полицајце Мирјанга кривим за немар у заштити жртава и наложио им да плате одштету од укупно 50 милиона вона двема жртвама и њиховој породици. Одлуку је потврдио Врховни суд Јужне Кореје у јуну 2008. године, који је одредио одштету на 70 милиона вона.
Тужиоци су већину оптужених послали на суд за малолетнике или су одустали од оптужби. Још десеторо је званично оптужено за групни сексуални напад, а тужиоци су тражили две до четири године затвора са трогодишњим одлагањем извршења. Позивајући се на млад узраст починилаца и чињеницу да су неки већ примљени на факултет или ангажовани на радном месту, судије су одбиле оптужбе и против ових десеторо, већ су их послале на суд за малолетнике. Један од фактора за ову одлуку био је то што је отац једне од жртава склопио споразум са неким од преступника да моле за благост након што је примио велику суму новца. Отац је био алкохоличар који се три године раније развео од жртвине мајке због насиља у породици, али је задржао родитељска права над ћерком и убедио је да прихвати споразум. На крају, само пет осумњичених је послато у центар за малолетнике, а нико није осуђен за кривичне пријаве.